# Joachim Jakobsen
Hans Joachim Jakobsen (* 5. Dezember 1956 in Imperia, Italien) ist ein deutscher Tierfilmer und Entwickler von Unterwassertechnologie.

## Leben
Hans Joachim Jakobsen, Geburtsname Piechatzek, begann mit 5 Jahren zu tauchen und fing früh an, sich mit Unterwasserfotografie zu beschäftigen. Schon seine Eltern Johannes und Eva-Maria Piechatzek arbeiteten mit dem französisch-schweizerischen Paar Ada und Dimitri Rebikoff zusammen, die in den Jahren 1948 bis 1991 zahlreiche Erfindungen und Entwicklungen von Techniken zur Erforschung der Unterwasserwelt realisierten.
Ab 1968 erlernte Joachim den Umgang mit dem Farb-Fotolabor und arbeitete ab 1974 als Fotograf mit dem Schwerpunkt Unterwasserfotografie. Die Ergebnisse dieser gemeinsam mit seinem Vater durchgeführten Arbeit wurden in ca. 350 Ausstellungen in Sparkassen in ganz Deutschland gezeigt. Es folgten zahlreiche Expeditionen ans Rote Meer und nach Skandinavien zur Dokumentation der Unterwasserwelt (Fotografien 6x6- und 16-mm-Film), zahlreiche Veröffentlichungen in Büchern, Zeitschriften, Fernsehen etc.
Ab 1974 arbeitete Jakobsen mit ferngesteuerten Maschinen und Tauchbooten im Offshore-Bereich, u. a. zur Inspektion von Pipelines mit ferngesteuerten Maschinen und Perry-Tauchbooten in Schottland. Ab 1978 hatte er die Generalvertretung der Rebikoff-Produkte in der Bundesrepublik Deutschland und ab 1980 auch in den Benelux-Ländern, Großbritannien und im Nahen Osten inne.
1983 entwickelte Joachim Jakobsen den „OMR“, ein Instrument zur Messung der Atemfrequenz von Tauchern, das mittels einer Rettungsweste automatisch das Auftauchen im Falle der Bewusstlosigkeit einleitet. Ab 1987 folgten diverse Entwicklungen und Patente für Unterwasser-Kameras. Er unternahm mehrere Transatlantik-Reisen mit einer eigenen Segelyacht und sammelte Erfahrungen in den Bereichen Seemannschaft und Navigation. Diese Segelreisen führten ihn auf die Azoren, wo er 1994 die Rebikoff-Niggeler-Stiftung für Unterwasserforschung gründete, deren Präsident er seit Gründung ist.
Seit Inbetriebnahme des Tauchbootes LULA bzw. ab 2013 LULA1000: insgesamt über 450 Tauchgänge im Rahmen wissenschaftlicher und filmerischer Projekte bis 1000 Meter Tiefe im Nordostatlantik, hauptsächlich an den Inselhängen der Azoren und Madeiras. „Habitat Mapping“-Aktivitäten führten zu zahlreichen neuen Erkenntnissen über Tiefsee-Lebensgemeinschaften im Nordostatlantik. Über die Zeit entstand ein umfangreiches Videoarchiv über die Tiefsee-Fauna des Atlantiks.

## Familie
Jakobsen ist seit 1998 mit der Tierfilmerin Kirsten Jakobsen verheiratet und hat zwei Kinder.

## Forschung
Ab 2000 betrieb Jakobsen gemeinsam mit seiner Frau Kirsten das Tauchboot LULA bzw. ab 2013 LULA1000 in verschiedenen wissenschaftlichen und filmerischen Projekten, u. a.:
- 2004–2008: Archäologische Unterwasserkarte der Azoren in Zusammenarbeit mit der Kulturverwaltung der Azoren;
- 2006–2008: Monitoring Carbonate Production and Degradation (Azores/Portugal), Partner: Paläontologisches Institut der Universität Erlangen;
- 2015–2016: Lokalisierung und Dokumentation des Wracks von U 581, U-Boot, das 1942 vor der Azoreninsel Pico sank;
- 2015–2016: Langzeitstudie über den Zeitraum eines Jahres an einem Walkadaver in 760 m Tiefe, für filmerische und wissenschaftliche Zwecke;
- 2016–2018: Deep Litter: Projekt im Auftrag der Regierung der Azoren über Meeresmüll in der Tiefsee;
- 2018: SponGES (Deep-sea Sponge Grounds Ecosystems of the North Atlantic), Projekt über Tiefsee-Schwämme;
- 2019–2021: Deep Madeira: Projekt über Meeresmüll und Habitat Mapping am Inselhang von Madeira;
- 2020: Erste Tiefsee-Expedition in Porto Santo;
- 2021: Functioning of deep-sea nano and microfauna food webs fostered by sedimentation of organic matter, Projekt mit der Universität Köln über einzellige Organismen der Tiefsee.

## Technische Entwicklungen
- zahlreiche technologische Investitionen und Entwicklungen, um Lösungen für verschiedene Aufgabenstellungen im Bereich Tiefseeforschung und -dokumentation zu finden, darunter: Sedimentsammler, Unterwasserkameras, In-situ-Beobachtungsaquarium, Beleuchtungssysteme, u. a.;
- 1997–2000: Entwicklung und Bau des Tauchbootes LULA (3 Personen, 500 m Tiefe);
- 2006–2008: Bau des 17-m-Katamarans ADA REBIKOFF in den Niederlanden;
- 2010–2012: Konzeption und Bau des Forschungs-Tauchbootes LULA1000, bemannte Tauchtechnologie für Forschungseinsätze mit 3 Personen bis 1.000 m Tiefe.[4]

## Entdeckungen
- mehrere Kaltwasser-Korallenriffe bei den Azoren;[5]
- Tiefsee-Schwammfelder (pheronema carpenteri);
- einzigartige unberührte Tiefsee-Korallenhabitate an den Inselhängen der Azoren;[6]
- Erstdokumentation eines Fächerflossen-Seeteufels;[7]
- Erstdokumentation eines jagenden Pelikanaals;[8]
- Entdeckung des Wracks des als verschollen gegoltenen deutschen U-Bootes U 581, das 1942 vor der Azoreninsel Pico sank;
- Entdeckung und Erstdokumentation eines Kelpwaldes vor der Insel Madeira.

## Filmerische Arbeit

### Filmerische Arbeit im Rahmen zahlreicher Naturdokumentationen
- BBC Atlantic – The Wildest Ocean on Earth (2014)
- Oasen im Atlantik (ARD/SWR 2015)
- Wildlife Azores (NHK Japan, 2015)
- Life at the Extreme (iTV/UK 2016)
- Azoren – Tanz um den Vulkan (ORF – National Geographic 2016)
- BBC Blue Planet II (2017)
- Die Azoren – Inselparadies im Atlantik (ZDF, 2018)[9]
- Mar, a última fronteira (RTP Portugal, 2019)
- Our Planet (Netflix, 2019)
- The Mating Game (BBC, 2021), ARD: Planet der Liebe
- In der Tiefe des Atlantiks – Alexander Gerst auf Expedition (ARD, 2022)[10]

### Eigene filmerische Produktionen
- Kurzfilm Deep Time (2018)
- Deep Madeira (in portugiesischer Sprache)

## Wissenschaftliche Publikationen (Auswahl)
- First direct observation of hunting pelican eel reveals a bizarre fish with an inflatable head. (science.org)
- F. Tempera, M. Carreiro-Silva, K. Jakobsen, F. M. Porteiro, A. BragaHenriques, J. Jakobsen: An Eguchipsammia (Dendrophylliidae) topping on the cone. In: Marine Biodiversity. Band 45, Nr. 3–4, 2015.
- Pereira u. a.: Cold-water corals and large hydrozoans provide essential fish habitat for Lappanella fasciata and Benthocometes robustus. In: Deep Sea Research Part II: Topical Studies in oceanography. Band 145, Nov 2017, S. 33–48. doi:10.1016/j.dsr2.2017.09.015
- M. Wisshak, C. Neumann, J. Jakobsen, A. Freiwald: The “living-fossil community” of the cyrtocrinoid Cyathidium foresti and the deep-sea oyster Neopycnodonte zibrowii (Azores Archipelago). In: Palaeontology, Palaeoclimatology, Palaeoecology. Band 279, 2009, S. 235–236.
- M. Wisshak, A. Tribollet, S. Golubic, J. Jakobsen, A. Freiwald: Temperate bioerosion: Ichno- and biodiversity from intertidal to bathyal depths (Azores). In: Geobiology. Band 9, 2011, S. 492–520. doi:10.1111/j.1472-4669.2011.00299.x
- M. Wisshak, B. Berning, J. Jakobsen, A. Freiwald: Temperate carbonate production: biodiversity of calcareous epiliths from intertidal to bathyal depths (Azores). In: Mar Biodiv. Band 45, Nr. 1, 2014. doi:10.1007/s12526-014-0231-6
- M. Wisshak, M. López Correa, H. Zibrowius, J. Jakobsen, A. Freiwald: Skeletal reorganisation affects geochemical signals, exemplified in the stylasterid hydrocoral Errina dabneyi (Azores Archipelago). In: Marine Ecology Progress Series. Band 397, 2009, S. 197–208. doi:10.3354/meps08165
- M. Wisshak, M. López-Correa, S. Gofas, C. Salas, M. Taviani, J. Jakobsen, A. Freiwald: Shell architecture, element composition, and stable isotope signature of the giant deep-sea oyster Neopycnodonte zibrowii sp. n. from the NE Atlantic. In: Deep-Sea Research I. Band 56, 2009, S. 374–404. doi:10.1016/j.dsr.2008.10.002
- A. Braga-Henriques u. a.: Carrying behavior in the deep-sea crab Paromola cuvieri (Northeast Atlantic). In: Mar Biodiv. doi:10.1007/s12526-011-0090-3
- T. Moritz, D. Stümer, K. Jakobsen, J. Jakobsen: Observations on two live specimens of Trachipterus arcticus (Lampriformes: Trachipteridae) from the Azores. In: Note ichtyologique. (Société Française d´Ichthyologie). (sfi-cybium.fr)
- D. Catarino u. a.: First record of the opal chimaera, Chimaera opalescens (Holocephali: Chimaeridae) and revision of the occurrence of the rabbitfish Chimaera monstrosa in the Azores waters. In: Journal of Fish Biology. Band 97, Nr. 3, Sep 2020, S. 763–775. doi:10.1111/jfb.14432
- Kyu-Jin Cho u. a.: Bioinspired dual-morphing stretchable origami. doi:10.1126/scirobotics.aay3493
- A. P. Silva u. a.: The first whale fall on the Mid-Atlantic Ridge: Monitoring a year of succession. In: Deep Sea Research Part I. doi:10.1016/j.dsr.2021.103662